# Aldebrő
Aldebrő község Heves vármegyében, a Füzesabonyi járásban.

## Fekvése
Az Alföld északi peremén, a Mátra délkeleti lábánál fekszik, az egri borvidéken, a Tarna völgyében. Településszerkezete szerint dombvidéki útifalu. Külterülete nyugat felé messzire elnyúlik a település központjától, így többek között nagyrészt hozzá tartozik a Mátrai Erőmű egyik lignitbányájának területe is.
A közvetlen szomszédos települések észak felől Feldebrő, dél felől Tófalu, nyugat felől pedig Vécs, de kiterjedt külterületei révén határos még délnyugat felől Kápolnával, nyugat felől Detkkel, északnyugat felől pedig még Domoszlóval is.
A legközelebbi városok: Verpelét (7 km), Füzesabony (17 km), Eger (25 km) és Gyöngyös (30 km).
Egyházi közigazgatás szempontjából az Egri főegyházmegyéhez tartozik.

### Megközelítése
Legfontosabb közúti megközelítési útvonala a 3-as főútból annak 110. kilométere után, Kápolna területén északnak kiágazó 2417-es út, mely végighúzódik a központján is. Határszélét érinti még a 3-as főúttól Detk felé vezető 2420-as út és az abból Vécs-Feldebrő felé kiágazó 24 132-es út is.
A hazai vasútvonalak közül a Kisterenye–Kál-Kápolna-vasútvonal érintette, amelyen azonban 2007 március elején megszűnt a személyszállítás, azóta a vonalon csak teherszállítás folyik. A vonalnak egy megállási pontja volt itt; Aldebrő megállóhely a belterület délnyugati szélén létesült, közúti elérését a 2417-es útból kiágazó 24 311-es út (települési nevén Vörösmarty út) biztosította.

## Nevének eredete
A Debrő helynév a régi magyar nyelvben széles, kiterült, lapos fenekű völgyet jelentő debrő főnévből származik.

## Története
A község területét a rézkortól napjainkig szinte folyamatosan lakták, de a török uralom idején elnéptelenedett. Mai formájában 1743 óta létezik, amikor gróf Grassalkovich Antal újratelepítette.

### A honfoglalás előtt
A község határában rézkori, késő bronzkori és honfoglalás kori régészeti leleteket is találtak. Ez azt bizonyítja, hogy a mai Aldebrő területe az őskortól kezdve szinte folyamatosan lakott volt.

### A honfoglalástól az államalapításig
A honfoglalás kori letelepedést igazolja a ma az Egri Vármúzeumban látható gazdag leletanyag, amely az 1962-ben Bátonyi Mihály iskolaigazgató bejelentése nyomán a Mocsáros-homokbányában feltárt temetkezési helyből származik. Egy nyugat–keleti tájolású sírban sarkantyút és nyílhegyeket találtak, majd a feltárás során további 32, viszonylag szegényes mellékletű csontváz került elő. Az egyikben egy trepanált (lékelt) koponyájú asszony, közelében egy kislány csontmaradványait tárták fel. Mindkettőt gazdag ékszermellékletekkel temették el. Két sírból Ugo di Provenza (926–945) érméje került elő, támpontot adva az időhatárok megállapításához. A leletekből arra lehet következtetni, hogy már viszonylag korán elkezdődött az itt élő avar–szláv lakosság és a honfoglaló magyarok együttélése és valószínűleg békés keveredése.
Az Alföld északi peremterületeit minden jel szerint a magyar törzsekhez a honfoglalás előtt nyolcadik törzsként csatlakozó kabar törzs szállta meg. Eredete, törzsi szervezete komoly problémákat vet fel, annál is inkább, mert leletanyagát nem lehet elkülöníteni a magyar törzsekétől. Az itt birtokos Aba nemzetség elődei is a kabarok között keresendők. Anonymus szerint őseik – Ed és Edumen – itt, a Mátra vidékén kaptak birtokokat. Leszármazottjuk volt Pata, aki a Mátraalján várat épített. A nemzetség névadója Aba Sámuel király, a rokonság legtekintélyesebb tagja volt.
Mai nevén csak az 1740-es évek elejétől jegyzik a települést, a középkori Csal falu helyén, mely a török kortól kezdődően Debrő községhez tartozott. A település története - hasonlóan a környékbeli falvakhoz - szervesen kapcsolódik a debrői uradalomhoz. Az Aba nemzetség birtokát képezték a Mátra déli lábánál elterülő falvak. A település valószínűleg már a 11. század első felében is létezett .

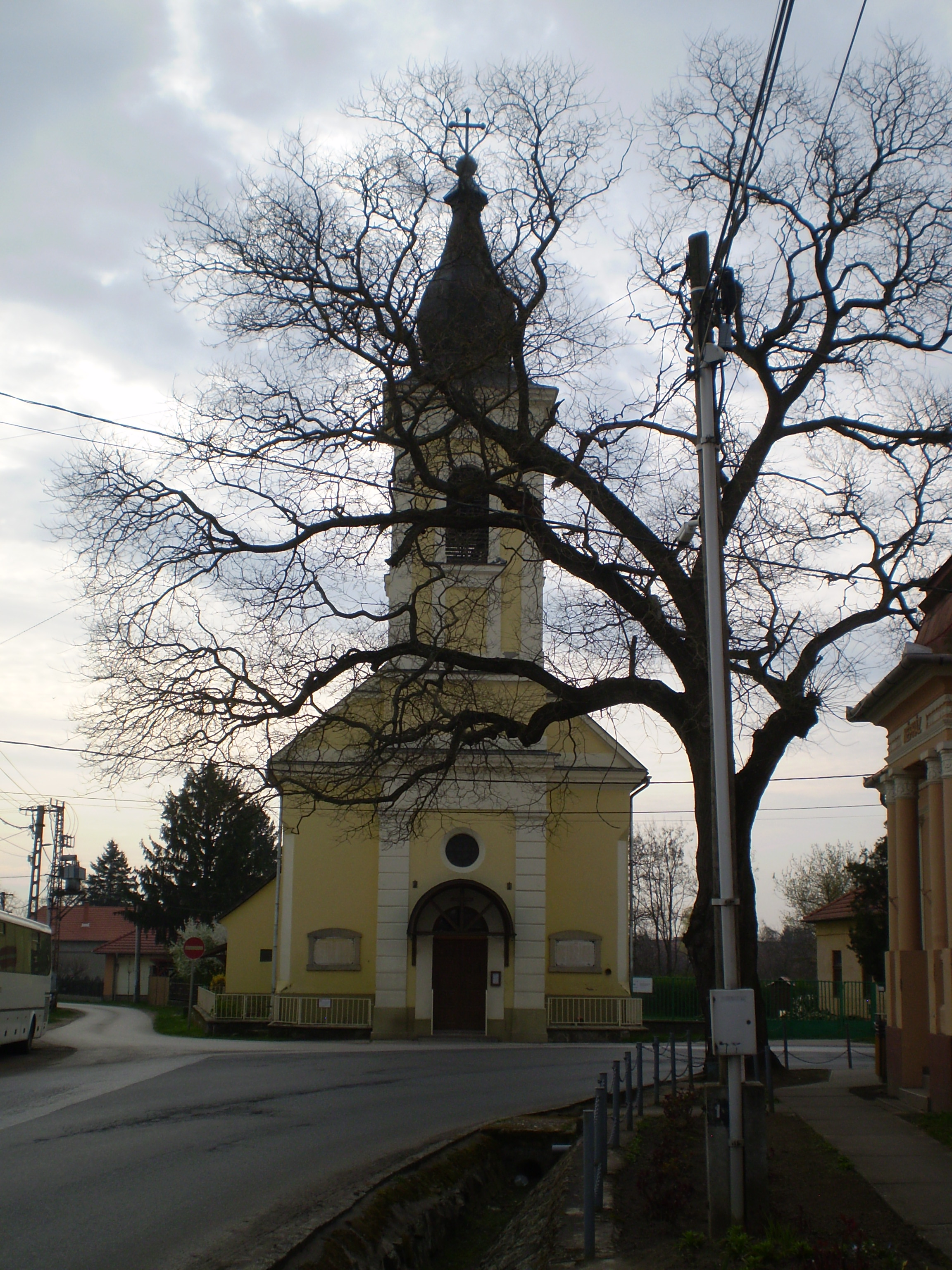
A falu temploma

A 11. században épült a környék legjelentősebb temploma Aba Sámuel parancsára. Az ezt követő évszázadokban többször is új birtokos kezére került a település, amelyet 1575-ben I. Miksa király az egri főkapitánynak adott zálogba. Ungnád Kristóf özvegye, Losonci Anna az uradalmat az elhanyagolt várral együtt második férjének, Forgách Zsigmondnak ajándékozta. 1603-ban a későbbi erdélyi fejedelem, Rákóczi Zsigmond vásárolta meg a romos várat, s ezután Debrő több mint száz évig a Rákóczi uradalmak részét képezte.

### A község betelepülése
1740-ben gróf Grassalkovich Antal megvette a már elpusztult Debrő várát és a hozzá tartozó debrői uradalmat. Az új birtokos személye alapvetően befolyásolta a település további fejlődését. A kortársai által képzett gazdasági szakembernek tartott Grassalkovich első lépései közé tartozott, hogy betelepítette a kedvező földrajzi adottságú környéket: 1743. április 24-én Debrőn (jog)biztosító levelet adott ki uradalma Debrő vár alatti területének Al Döbrő név alatti betelepítésére.
Az új falu helye a középkori Csalpuszta. Az újonnan alapítandó falu ekkor már német ajkú lakosokkal rendelkezett, akiket akkori szokás szerint sváboknak neveztek, de nem lehet tudni, hogy ők a biztosító levél kiadása előtt mikor költöztek oda. A német birodalom több területéről is érkeztek telepesek, akiknek etnikai összetétele így pontosan nem körülhatárolható. A családnevek vizsgálata alapján feltételezhető, hogy a Rajnai Palotagrófság területéről több család is érkezett Aldebrőre. A földesúr a letelepülő németeknek házhelyet is adott, ahol kemény téglából házat építhettek. Azonkívül még egy egész vagy fél telek szántóföldet, illetőleg legelőt biztosított nekik aszerint, hogy ki mennyit vállalt. Biztosította a korban elfogadott földesúri kiváltságokat, például a robot alóli mentességet. Ezen felül 6 év adómentességet is adott. Az adómentesség lejárta után az őszi és tavaszi gabonából egy hetedet tartoztak leadni.

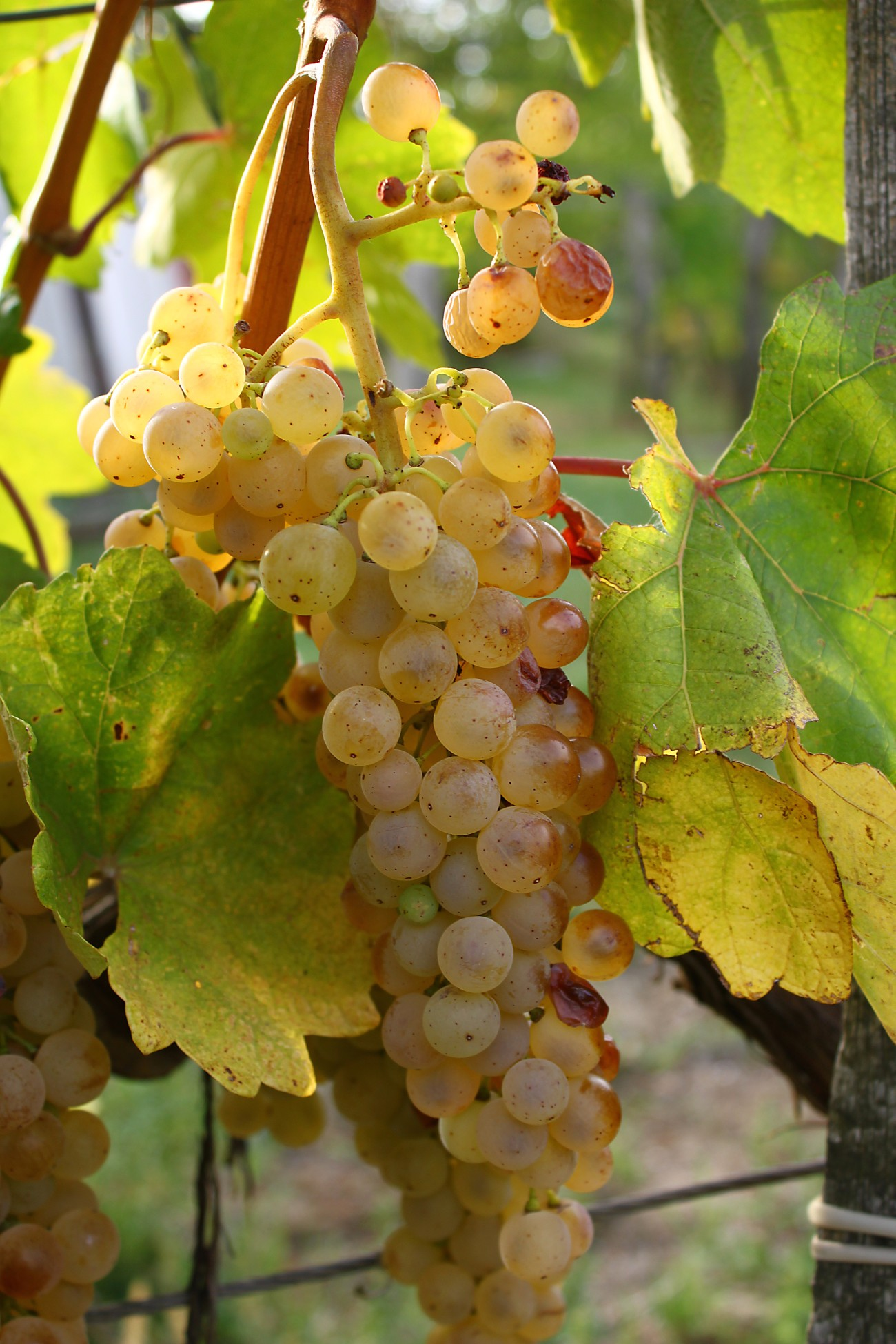
Hárslevelű szőlőfürt

Bár az ígéretek nagy része nem valósult meg, akik ide költöztek, a faluban maradtak. A házas és házatlan zsellérek szántóműveléssel, dohánytermesztéssel foglalkoztak. A XVII. században a Tarna völgyében több településen is meghatározó volt a dohánytermesztés, így Verpeléten, Debrőn, Tófalun. Ennél azonban sokkal jelentősebbé vált a szőlőtermelés, melynek hírét a mai napig megőrizte a falu.
1743 után még többször vándoroltak be német telepesek, a bevándorlás csak 1760 körül szűnt meg teljesen. Az 1746. évi canonica visitatio szerint a falunak 166 lakosa volt, ők valószínűleg az első betelepülők voltak, akik még alig beszéltek magyarul. 1767-ben a falunak már 707 lakosa volt, ami 141 családot jelentett. A népesség nagyrészt német volt, de már magyarok is voltak köztük. 1821-ben az egri egyházmegyei összeírás már kétnyelvűként említette a falut.
A község szinte teljesen egybeépült Tófaluval, a két községet a Kígyós-patak választja csak el. 1950-ben egyesítették is őket Tódebrő néven, de 1958-ban ismét különváltak, bár ezután is közös tanácsuk volt egészen 1990-ig. A két községnek ma is vannak közös fenntartású intézményei, mint például az Aldebrő területén található Általános Művelődési Központ, amely az általános iskolát és az óvodát egyesíti. Aldebrő testvérközsége az erdélyi Nagykend és a felvidéki Dobóruszka.

## Közélete

### Polgármesterei
- 1990–1994: Farkas László (FKgP)[3]
- 1994–1998: Farkas László (Fidesz-FKgP-KDNP-MDF)[4]
- 1998–2002: Farkas László Márton (FKgP-KDNP)[5]
- 2002–2006: Farkas László Márton (független)[6]
- 2006–2010: Farkas László Márton (független)[7]
- 2010–2014: Farkas László Márton (független)[8]
- 2014–2019: Wingendorf János (Fidesz-KDNP)[9]
- 2019–2024: Wingendorf János (Fidesz-KDNP)[10]
- 2024– : Wingendorf János (Fidesz-KDNP)[1]

## Népesség
A település népességének alakulása:
| Lakosok száma | 716  | 714  | 718  | 702  | 689  | 673  | 680  |
|               | 2013 | 2014 | 2015 | 2021 | 2022 | 2023 | 2024 |

2001-ben a település lakosságának közel 70%-a magyar, 30%-a német nemzetiségűnek vallotta magát.
A 2011-es népszámlálás során a lakosok 85,9%-a magyarnak, 12,3% németnek, 1,1% románnak mondta magát (14,1% nem nyilatkozott; a kettős identitások miatt a végösszeg nagyobb lehet 100%-nál). A vallási megoszlás a következő volt: római katolikus 52,7%, református 6%, görögkatolikus 0,4%, felekezeten kívüli 9,3% (30,1% nem nyilatkozott).
2022-ben a lakosság 92,2%-a vallotta magát magyarnak, 15,4% németnek, 0,4% görögnek, 0,3% ukránnak, 0,1-0,1% cigánynak, szlovénnek és románnak, 1,7% egyéb, nem hazai nemzetiségűnek (7,7% nem nyilatkozott; a kettős identitások miatt a végösszeg nagyobb lehet 100%-nál). Vallásuk szerint 44,4% volt római katolikus, 5,1% református, 0,9% görög katolikus, 2,5% egyéb keresztény, 3% egyéb katolikus, 13,5% felekezeten kívüli (30,5% nem válaszolt).

### Hírességek
Aldebrő község díszpolgára Lieszkovszky Ernő is.
Aldebrő község lakója Sneider Tamás politikus, az országgyűlés alelnöke.

## Földrajz

### A község részei
| Belterület |                                                 | | |
| Újfalu     | Árpád út                                        | Nevét onnan kapta, hogy egy tűzvészben ez a terület teljesen leégett, és ezt követően újjáépítették.                                             | |
| Öregfalu   | Arany János út                                  | A községnek az 1743-as újratelepítését követően leghamarabb betelepült része                                                                     | |
| Vár        | Vár út                                          | Az elnevezés pontatlan, mivel a régi földvár nem ezen a területen állt.                                                                          | |
| Tó         | Rózsa út                                        | Nevét onnan kapta, hogy itt sokáig egy tó terült el. A Tarna szabályozása után fokozatosan kiszáradt, a területet felparcellázták házhelyeknek.  | |
| Vikend     | Vörösmarty út Sport út Vasút út Dózsa György út | A Tarnán túl elterülő rész. Nevét onnan kapta, hogy ezen a területen régebben háztáji földek voltak, amelyeket jellemzően hétvégén műveltek meg. | |
| Külterület | Magyalos                                        | Itt található a Mária-szobor. | Itt található a Mária-szobor.                                                                                            |
| Külterület | Szőlőhegy                                       | Itt található a Szent Donát-szobor. Az új szőlőterületek telepítése folyamatosan zajlik, elsősorban hárslevelű fajtából.                         | Itt található a Szent Donát-szobor. Az új szőlőterületek telepítése folyamatosan zajlik, elsősorban hárslevelű fajtából. |
| Külterület | Hobbitelkek, zártkertek                         | | |

## Híres emberek

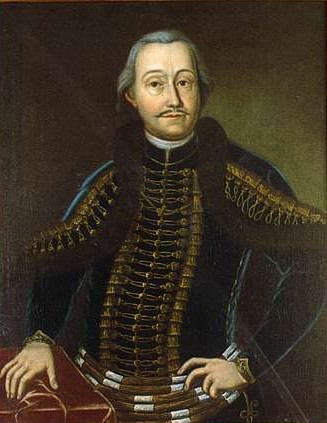
Grassalkovich Antal

- Grassalkovich Antal (1694–1771) királyi személynök, kamaraelnök, Mária Terézia bizalmasa.
- Itt született és itt is élt Plósz István (1878–?) gazdálkodó, kisgazda politikus, országgyűlési képviselő.
- Rácz Pál kompolti pincemester. Nevéhez kötődik a debrői hárslevelű szőlőfajta elterjesztése, ő találta és mentette meg 1925-ben a filoxéra pusztítását a debrői határban egyedüliként túlélő, utolsó tőke hárslevelűt.

## Nevezetességei

### Borászat
A térség legismertebb szőlő- és borfajtája a debrői hárslevelű. A legismertebb itteni borászatok:
- Gecse István Hárs pincészete
- Tóth & Tóth pincészet

### Szobrok
A falut a helyiek a szobrok falujának tartják. Nevezetesebb szobrok:
| Nepomuki Szent János-szobor | 1800 | Vörösmarty út 21.  |
| Szent Vendel-szobor         | 1913 | Árpád út           |
| Mária-szobor                |      | Árpád út 13.       |
| Mária-szobor                | 1798 | Magyalos           |
| Szt. Antal-szobor           |      | Arany János út 65. |
| Szent Donát-szobor          | 1993 | Szőlőhegy          |